# Bharatpur (Division)
Bharatpur ist eine Division im indischen Bundesstaat Rajasthan.

## Distrikte
Die Division Bharatpur umfasst vier Distrikte:
| Distrikt       | Hauptstadt     | Fläche in km² | Einwohner (Stand: 2001) | Bev.-Dichte in E/km² |
| -------------- | -------------- | ------------- | ----------------------- | -------------------- |
| Bharatpur      | Bharatpur      | 5.066         | 2.101.142               | 415                  |
| Dholpur        | Dholpur        | 3.084         | 0.982.815               | 324                  |
| Karauli        | Dholpur        | 5.530         | 1.205.631               | 218                  |
| Sawai Madhopur | Sawai Madhopur | 5.043         | 1.116.031               | 248                  |
| gesamt         |                | 18.723        | 5.405.619               | 289                  |